# Mihai Teja
Mihai Teja (Bukarest, 1978. szeptember 22. –) román labdarúgó, edző.

## Pályafutása
Mihai Teja a Steaua csapatában nevelkedett, de egy sérülés miatt már tizennyolc évesen befejezte játékos-pályafutását. Ezt követően az utánpótláscsapatoknál vállalt edzői munkát, miközben több edzői tanfolyamot is elvégzett. A Dinamo Bucuresti csapatánál az utánpótlásban dolgozott, a román élvonalban azonban már az Universitatea Cluj csapatának élén debütált 2013 októberében. 2014 novemberében a román U21-es válogatott szövetségi edzője lett. 2015 januárjától rövid ideig a Dinamo vezetőedzője volt, majd visszatért az Universitatea Clujhoz. Ezt követően Medgyesen, a Gaz Metan Mediaș csapatánál edzősköfött, majd 2018 decemberében őt nevezték ki az FCSB vezetőedzőjének Nicolae Dică távozása után.

## Statisztikája edzőként
2018. december 19-én frissítve.
| Csapat             | Szerződés kezdete  | Szerződés vége      | Eredményességi mutató | Eredményességi mutató | Eredményességi mutató | Eredményességi mutató | Eredményességi mutató | Eredményességi mutató | Eredményességi mutató | Eredményességi mutató |
| Csapat             | Szerződés kezdete  | Szerződés vége      | M                     | Gy                    | D                     | V                     | Lg                    | Kg                    | Win %                 |                       |
| ------------------ | ------------------ | ------------------- | --------------------- | --------------------- | --------------------- | --------------------- | --------------------- | --------------------- | --------------------- | --------------------- |
| Universitatea Cluj | 2013. október 23.  | 2014. szeptember 3. | 30                    | 14                    | 5                     | 11                    | 30                    | 29                    | 46,67                 |                       |
| Románia U21        | 2014. november 6.  | 2014. december 19.  | 1                     | 1                     | 0                     | 0                     | 1                     | 0                     | 100,00                |                       |
| Dinamo București   | 2015. január 7.    | 2015. március 12.   | 5                     | 2                     | 0                     | 3                     | 7                     | 7                     | 40,00                 |                       |
| Universitatea Cluj | 2015. október 29.  | 2016. április 13.   | 17                    | 10                    | 5                     | 2                     | 25                    | 7                     | 58,82                 |                       |
| Pandurii Târgu Jiu | 2017.július 17.    | 2017. augusztus 6.  | 1                     | 0                     | 1                     | 0                     | 0                     | 0                     | 0.00                  |                       |
| Gaz Metan Mediaș   | 2018. július 1.    | 2018. december 27.  | 23                    | 7                     | 8                     | 8                     | 24                    | 30                    | 30,43                 |                       |
| FCSB               | 2018. december 27. |                     | 0                     | 0                     | 0                     | 0                     | 0                     | 0                     | —                     |                       |